# Sinantherina ariprepes
Sinantherina ariprepes is een raderdiertjessoort uit de familie Flosculariidae. De wetenschappelijke naam van deze soort is voor het eerst geldig gepubliceerd in 1939 door Edmondson.